# العضادي (حبيش)

تعديل مصدري - تعديل

العضادي هي إحدى قرى عزلة جبل عميقة بمديرية حبيش التابعة لمحافظة إب، بلغ تعداد سكانها 628 نسمة حسب تعداد اليمن لعام 2004.العضادي لها تأريخ قديم حيث ان حصن العضادي يمتد عمرهُ مابين اربع مئة سنة الى خمس مئة سنة الذي يمتاز الحصن بموقعة الاستراتيجي ولمطل على الوديان التابعة له ، يتبع الحصن سد مائي متوسط الحجم . 
للحصن بوابتين رائيستين بوابة شرقية وبوابة غربية .
حيث ان من بناه هو قايد بن احمد الجيد البهلولي الذي هو حاكم وشيخ هاذي المنطقة  الذي مازال احفاده ملاك وسكان للحصن  وسايرين على نهجة كما سار الشيخ المرحوم /محمد حفظ الله الجيد البهلولي .
وبنا قايد بن احمد في جوار الحصن مسجد قديم ويحتوي المسجد على النقوش ولزخارف الاسلامية في عديد من الخطوط العربية 
مثل 
الكوفي 
الثلث 
الرقعة 
وبحوار المسجد اثنتين بروك خزانات للماء ومعلامة للتدريس.